# Bonabilè
Bonabilé est un village côtier de la commune de Limbé III au Cameroun situé dans la Sud-Ouest et le département du Fako. Il abrite la mairie de Limbé III et le siège d'une chefferie traditionnelle de 3e degré.

## Géographie
Le village se trouve sur la côte face à l'Île de Nicholls à 8 km au sud-est du centre-ville de Limbé.

## Histoire
Bonabilé est un des villages de Bimbia. 
Historiquement, les Isubu revendiquent une origine Douala. Le fondateur de Bimbia, Bile Bila, se serait déplacé vers le long de la côte en suivant les saisons des poissons. Quand il est venu à l'emplacement actuel de Bimbia, il a décidé de s'y installer et a amené sa femme dans cette région. Ils avaient deux enfants appelés Ngombe et Mbimbi. Quand la population augmente, leurs enfants se déplacent un peu plus loin et ont fondé les trois villages qui se trouvent aujourd'hui: Bona Ngombe, Bona Bile et Dikolo,.  
Situé sur l'ile de Djébalé 2 qui est subdivisé en cinq grandes familles: les Bonabekoulé, les Bonabile, les Bonambaka, les Bonassango et les Bonambongo. 
Elle abrite la première imprimerie construite au Cameroun par Alfred Saker et Joseph Merrick pour y imprimer la Bible.  
Le roi John King de Bonabilé sera le guide de Joseph Merrick vers l'intérieur, chez les Bakwéris. 

## Population
Bonabilé a connu une forte importance du temps de la traite des esclaves.